# Cantonul Tournus
Cantonul Tournus este un canton din arondismentul Mâcon, departamentul Saône-et-Loire, regiunea Burgundia, Franța.

## Comune
| Comune                    | Populație (1999) | Cod poștal | Cod INSEE |
| ------------------------- | ---------------- | ---------- | --------- |
| La Chapelle-sous-Brancion | 139              | 71700      | 71094     |
| Farges-lès-Mâcon          | 170              | 71700      | 71195     |
| Lacrost                   | 598              | 71700      | 71248     |
| Martailly-lès-Brancion    | 139              | 71700      | 71284     |
| Ozenay                    | 224              | 71700      | 71338     |
| Préty                     | 557              | 71290      | 71359     |
| Ratenelle                 | 340              | 71290      | 71366     |
| Romenay                   | 1.580            | 71470      | 71373     |
| Royer                     | 120              | 71700      | 71377     |
| Tournus                   | 5.892            | 71700      | 71543     |
| La Truchère               | 218              | 71290      | 71549     |
| Uchizy                    | 729              | 71700      | 71550     |
| Le Villars                | 235              | 71700      | 71576     |